# Kawamura Zuiken

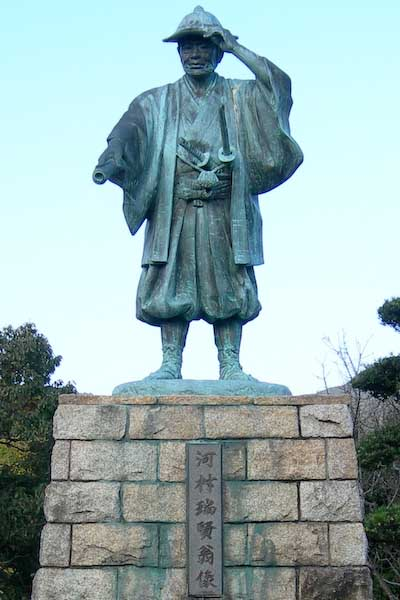
Kawamura Zuiken

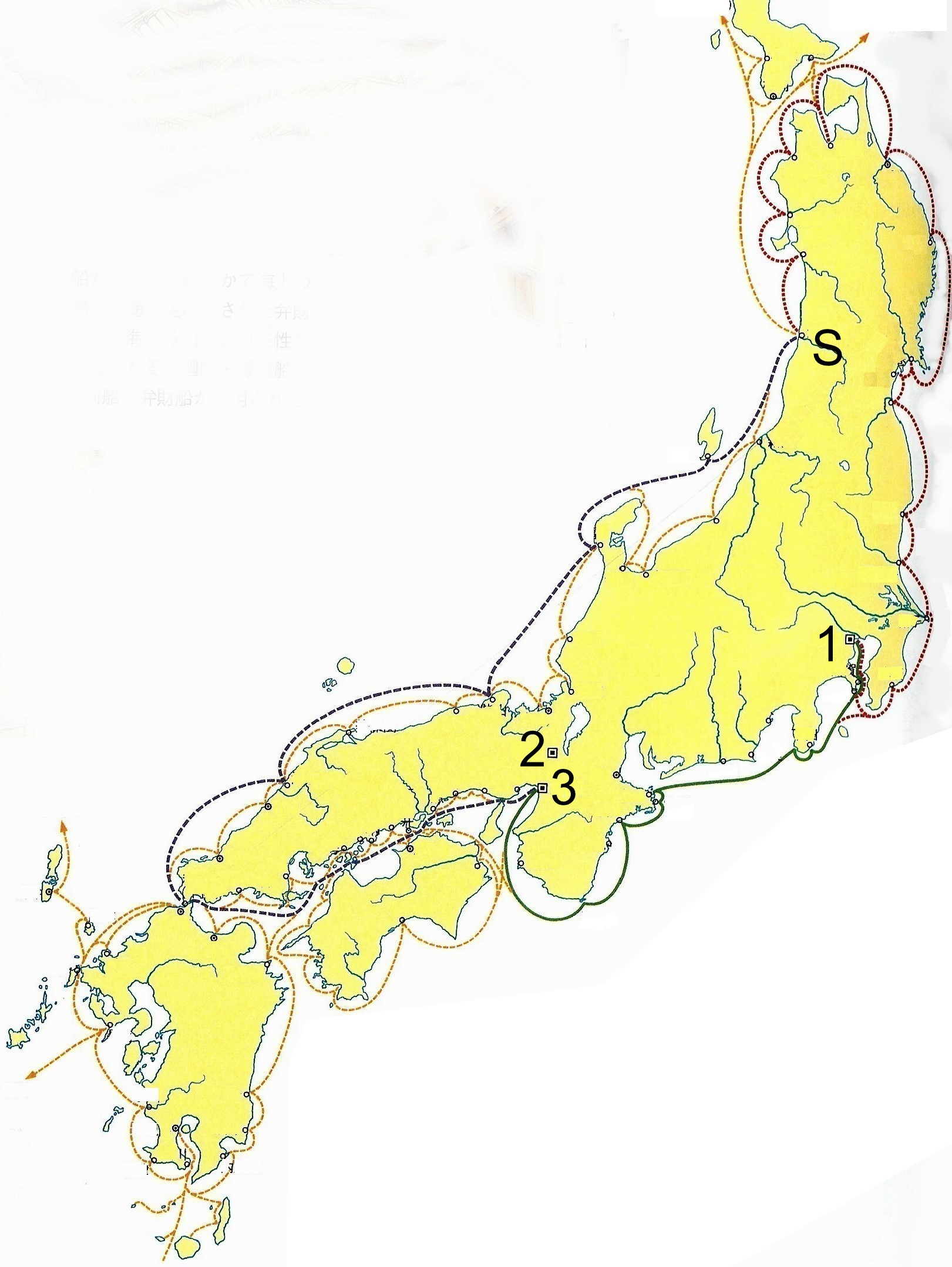
Küstenschifffahrt in der Edo-Zeit

Kawamura Zuiken (japanisch 河村 瑞賢; * 11. März 1618 in Higashimiya (Provinz Ise); † 12. Juli 1699 in Edo) war ein japanischer Unternehmer, Routenplaner für die Schifffahrt und ein Techniker in der frühen Edo-Zeit.

## Leben und Wirken

### Unternehmer
Kawamura Zuiken war zu Beginn der Frühen Neuzeit zur Stelle, als die Stadtentwicklung von Edo begann und als es notwendig wurde, Burgen zu bauen, Flüsse schiffbar zu machen, Schifffahrtsrouten zu entwickeln usw. In diesem Sinne kann man sagen, dass er ein hervorragendes Talent als Entwickler hatte. Er plante nicht nur am Schreibtisch, sondern war immer vor Ort, um seine Ideen der Wirklichkeit anzupassen.
In einem armen Bauernhaus geboren, ging Kawamura im Alter von 13 Jahren nach Edo. Dort zog er Lastkarren, die mit schweren Steinen beladen waren, und war als Bauarbeiter tätig. Er wurde zum erfahrenen Praktiker, begnügte sich aber nicht mit dem Handwerker-Dasein. Als es nach dem Meireki-Großbrand im Jahr 1657 um den Wiederaufbau ging, begann er das Holz aus der Gegend am Kiso-Fluss aufzukaufen und erzielte damit seine ersten Gewinne. Es gab auch eine Zeit, in der er Melonen und Auberginen aufsammelte, die am Uferrand von Shinagawa vorbeitrieben, sie einlegte und dann mit dem Verkauf Geld verdiente. Man kann sagen, dass er ein Unternehmer war, der mit ganz verschiedenen Ideen Geld machte.

### Schifffahrt
Später widmete sich Kawamura der Durchführung von Projekten, die das Shogunat vorgab. Die bedeutendsten waren die Organisation der Ost- und Westumfahrung von Honshū und die Nutzbarmachung des Yodogawa-Flusses, zwei große Leistungen. Man weiß darüber aus den Schriften von Arai Hakuseki „Okuha Kaiunki“ (奥羽海運記) und „Kinai Jikawaki“ (畿内治河記) gut Bescheid. Als das Shogunat im Winter 1670 befahl, die 10.000 Koku Reis aus dem Shogunatabesitz in Nordjapan nach Edo zu transportieren, führte er eine Feldaufklärung durch. Er schickte die Transportschiffe von Arahama (荒浜) an der Mündung des Abukuma-Flusses (阿武隈川) nach Süden. Von der Provinz Awa am Eingang der Edo-Bucht ging die Fahrt nach Misaki (三崎) in der Provinz Sagami, dann nach Shimoda. Dort wurde der Südwestwind abgewartet, mit dem es wieder in die Edo-Bucht ging. Er befahl den Fürsten entlang der Route, die Reistransportschiffe zu schützen, und nutzte private Schiffe der Provinzen Ise, Owari und Kii, die an die Route gewöhnt waren. So gelang es ihm 1671 durch diese Maßnahmen, die Reisversorgung sicherzustellen. Diese Ostumfahrung kostete weniger als die herkömmliche Route über Nakaminatoguchi (那珂湊口) oder Choshiguchi (銚子口) mit der Umladung auf Flussschiffe. 1672 befahl das Shogunat, den Reis, angebaut im Landkreis Murayama (村山郡) in der Provinz Dewa, auf dem neuen Weg nach Edo zu transportieren.
Zu dieser Zeit wurde in der Zivilschifffahrt das stabile Schiff „Setonaikai Shiwaku kaisen“ (瀬戸内海塩飽廻船) als Schiff an der Spitze benutzt. Als Anlaufhäfen wurden festgesetzt Ogi (小木) auf Sado, Fukuura (福浦) auf der Noto-Halbinsel, Shibayama (柴山) in der Provinz Tajima, Onsentsu (温泉津) in der Provinz Iwami, Shimonoseki, Osaka, Ōshima (大島) in der Provinz Kii, Kataza ((方座)) in der Provinz Ise, Anori (安乗) in der Provinz Shima und Shimoda. Ab Shimonoseki gewährleisteten Lotsenschiffe die Sicherheit der Route. Außerdem  wurde jede Nacht in Sugashima (菅島) in der Provinz Shima am Eingang des Hafens von Toba ein Feuer entzündet. Mit dieser Entwicklung der Westumfahrung war die Grundlage für die Entwicklung der modernen Schifffahrt geschaffen.

### Letzte Jahre
Ein weiteres Gebiet, mit dem sich Kawamura beschäftigte, war die Regulierung der Flüsse im Gebiet um Osaka herum. Von 1684 bis 1688 ließ er zur Entlastung des Flusses Yodogawa an der Mündung den „Neuen Anji-Fluss“ (新安治川) mit einer Länge von 2,9 km und einer Breite von 90 m anlegen. Die entnommene Erde wurde zum „Ruiken-Berg“ (瑞賢山) aufgeschüttet und mit Kiefern gepflanzt, um ihn zum Ziel der Reisenden zu machen. Für die Wasserversorgung der Felder der Takada-Domäne (高田藩) in der Provinz Echiogo legte er das „Nakae jōsui“ (中江用水) an. Er baute einen Hafen in der Gōtsu-Bucht (郷津湾) und arbeitete an der Entwicklung von Bergwerken.
Kawamura starb in Edo und wurde im Tempel Kenchō-ji in Kamakura begraben. Am Standort der ehemaligen Brücke Kunitsubashi (国津橋) am Ufer des Anji-Flusses wurde zum Andenken das „Zuiken Kawamura Monument“ errichtet.